# Ehrlichia
Ehrlichia é um gênero de bactérias gram-negativas da família Rickettsiaceae. Seu nome foi dado em homenagem ao microbiologista Paul Ehrlich. São bactérias intracelulares, infectando monócitos e macrófago. Possuem uma parede estruturalmente semelhante à das bactérias gram-negativas, daí a sua classificação, mas não apresentam LPS nem camada de peptidoglicanos. Contrariamente à Rickettsia, estas bactérias permanecem no vacúolo do leucócito, fato que propicia à formação de mórulas visíveis ao microscópio.

## Espécies
- Ehrlichia canis
- Ehrlichia platys
- Ehrlichia ewingii
- Ehrlichia phagocytophila
- Ehrlichia platys
- Ehrlichia bovis
- Ehrlichia equi
- Ehrlichia ondiri
- Ehrlichia ovina